# کلان لاتز
کلان کریستوفر لاتز (به انگلیسی: Kellan Christopher Lutz) (زاده ۱۵ مارس ۱۹۸۵) بازیگر و مانکن آمریکایی است که بیشترین علت شهرت وی بازی در سری فیلم گرگ و میش و در نقش امت کالن است.
او بیست و سومین بازیگر نقش تارزان در سینماست.

## فیلم شناسی
| سال  | نام                           | نقش              |
| ---- | ----------------------------- | ---------------- |
| ۲۰۰۶ | بچسب بهش                      | فرانک            |
| ۲۰۰۶ | پذیرفته                       | دواین            |
| ۲۰۰۷ | روح‌های گادفیلد                | چاد              |
| ۲۰۰۸ | شب پرام                       | ریک للند         |
| ۲۰۰۸ | گرگ و میش                     | امت کالن         |
| ۲۰۰۹ | فرد فراموش شده                | جیک              |
| ۲۰۰۹ | گرگ و میش: ماه نو             | امت کالن         |
| ۲۰۱۰ | مسکادا                        | ادی آرلینگر      |
| ۲۰۱۰ | کابوس در خیابان الم           | دین              |
| ۲۰۱۰ | گرگ و میش: کسوف               | امت کالن         |
| ۲۰۱۱ | قلب یک جنگجو                  | کونور سالیوان    |
| ۲۰۱۱ | عشق، عروسی، ازدواج            | چارلی            |
| ۲۰۱۱ | آرنا                          | دیوید لرد        |
| ۲۰۱۱ | گرگ و میش: سپیده‌دم - قسمت اول | امت کالن         |
| ۲۰۱۱ | فنا ناپذیران                  | پوزئیدون         |
| ۲۰۱۲ | گرگ و میش: سپیده‌دم - قسمت دوم | امت کالن         |
| ۲۰۱۳ | شربت                          | اسنیکی پت        |
| ۲۰۱۳ | تارزان                        | تارزان (صداپیشه) |
| ۲۰۱۴ | افسانه هرکول                  | هرکول            |
| ۲۰۱۴ | بی مصرف‌ها ۳                   | جان اسمایلی      |
| ۲۰۱۵ | استخراج                       | ویلیام شاتنر     |
| ۲۰۱۶ | پول                           | مارک             |